# Canarium paniculatum
Canarium paniculatum (Engels: Manila elemi) is een soort uit de familie Burseraceae. Het is een groenblijvende boom die een groeihoogte van 15 tot 25 meter kan bereiken. De stam kan een diameter tot maximaal 200 centimeter hebben. De boom wordt uit het wild geoogst vanwege het hout en de hars, die lokaal worden gebruikt.
De soort komt voor op het eiland Mauritius. Hij groeit daar in altijdgroene regenwouden, op hoogtes tussen 600 en 700 meter. De soort staat op de Rode Lijst van de IUCN geklasseerd als 'bedreigt'.
Uit de stam wordt een lichtgekleurde hars verkregen. Deze hars wordt gebruikt om reuma te behandelen. Het hout wordt gebruikt in de bouw.